# 立町 (石巻市)
立町（たちまち）は、宮城県石巻市の町丁であり、旧牡鹿郡石巻村の一部、旧牡鹿郡石巻町のち石巻市の石巻の一部に相当する。郵便番号は986-0824。住民基本台帳に基づく人口は258人、世帯数は139世帯（2025年4月30日現在）。現在は立町一丁目と立町二丁目が設置されており、全域で住居表示実施済。

## 概要
住所としては1966年（昭和41年）に成立し、それ以前は石巻字立町、字新田町、字裏町、字鋳銭場の各一部であった。
石巻市の南に位置しており、市内でも有数の繁華街である。

## 世帯数と人口
2025年（令和7年）4月30日現在の世帯数と人口は以下の通りである。
| 町丁       | 世帯    | 人口  |
| ---------- | ------- | ----- |
| 立町一丁目 | 44世帯  | 87人  |
| 立町二丁目 | 95世帯  | 171人 |
| 計         | 139世帯 | 258人 |

## 小・中学校の学区
市立の公立小・中学校に通う場合、学区は以下の通りである。
| 番地 | 小学校             | 中学校             |
| ---- | ------------------ | ------------------ |
| 全域 | 石巻市立石巻小学校 | 石巻市立石巻中学校 |

## 交通

### 鉄道
町内に鉄道駅は存在しないが、最寄り駅は石巻駅である。

### 道路
- 国道398号 - 町の東西を通過[6]。
- 県道6号 - 町の北西部の端を通過。

## 施設
- 石巻立町郵便局
- 北日本銀行石巻支店
- 七十七銀行石巻支店
- 石巻健康センター あいプラザ・石巻
- 白謙蒲鉾店 本店